# Shang Imam
Shang Imam Klenell (ursprungligen Imam), född 27 augusti 1982 i Erbil, Irak, är en svensk radioprogramledare, radioproducent och skådespelare.
Shang Imam kom vid fyra års ålder med sin familj från Kurdistan till Sverige och växte upp i Sollentuna. Förutom att bland annat ha drivit kaféer, studerat idéhistoria, genusvetenskap och språk samt erlagt en kandidatexamen i juridik vid Stockholms universitet och varit redaktör för webbtidningen Branten.com fick hon 2009 erbjudandet att bli programledare för Sveriges Radio P3s dokumentärprogramserie Verkligheten. Där har hon sedan dess fortsatt producera och leda programmet samt vara producent för SR:s podcastshow Ken Ring och hans samvete (2011) och programmet Kalejdoskop.
Hon har dessutom varit verksam inom teaterproduktioner, som en av upphovspersonerna och medverkande i Backateaterns dramadokumentära produktion Krimradio (2012) och som intervjuare i Mattias Anderssons The Mental States of Sweden in Dance (2017) med Cullbergbaletten och Dramaten. På Radioteatern medverkade hon som ledande skådespelare i Athena Farrokhzads pjäs Brev till en krigerska (2016) och 2018 var hon uppläsare i rollen som jurist i Lena Bezawork Grönlunds radionovell Murmurationer. Våren 2020 turnerade hon till Stockholm, Göteborg och Malmö som skådespelare i en monologdramatisering av Lone Aburas bok Det är ett jag som talar.
Hon är gift med glaskonstnären Simon Klenell.